# Federación de Mujeres y Familias del Ámbito Rural
La Federación de Mujeres y Familias del Ámbito Rural (AMFAR) se constituye en el año 1991, con el claro objetivo de defender los derechos y los intereses de la mujer rural española. La organización cuenta con más de 90.000 asociadas en todo el territorio nacional. Dispone de 44 delegaciones provinciales y presencia en 14 comunidades autónomas.[cita requerida]
Además, es miembro desde el año 1991 de la Comisión Europea de Mujeres Rurales del Comité de Organizaciones Profesionales Agrarias (COPA) y es la única organización de mujeres rurales en el Consejo Estatal de ONGs.

## Historia
En septiembre de 1991 un grupo de mujeres se reunió en Ciudad Real para constituir una asociación que trabajara en la defensa de los derechos e intereses de la mujer rural española.
Lola Merino es la actual presidenta nacional, tras las elecciones.

## Objetivos de la organización
- Igualdad de oportunidades para las mujeres rurales.
- Reconocimiento del trabajo doméstico y profesional desarrollado por las mujeres rurales.
- Mayor participación de la mujer rural en las actividades socioeconómicas y productivas.
- Mayor presencia de la mujer rural en la toma de decisiones en la vida social, económica, laboral, política y cultural.
- Refuerzo de la formación profesional y cultural.
- Apoyo al carácter empresarial de las mujeres rurales.
- Defensa de las infraestructuras y servicios sociales que garanticen el bienestar y la calidad de vida en las zonas rurales.
- Defensa de políticas sociales que garanticen la conciliación de la vida familiar, personal y profesional.
- Erradicación de la violencia de género que se ejerce contra las mujeres.
- Incorporación de la mujer rural a todos los procesos del desarrollo rural sostenible.